# Mil Diez (Durango)

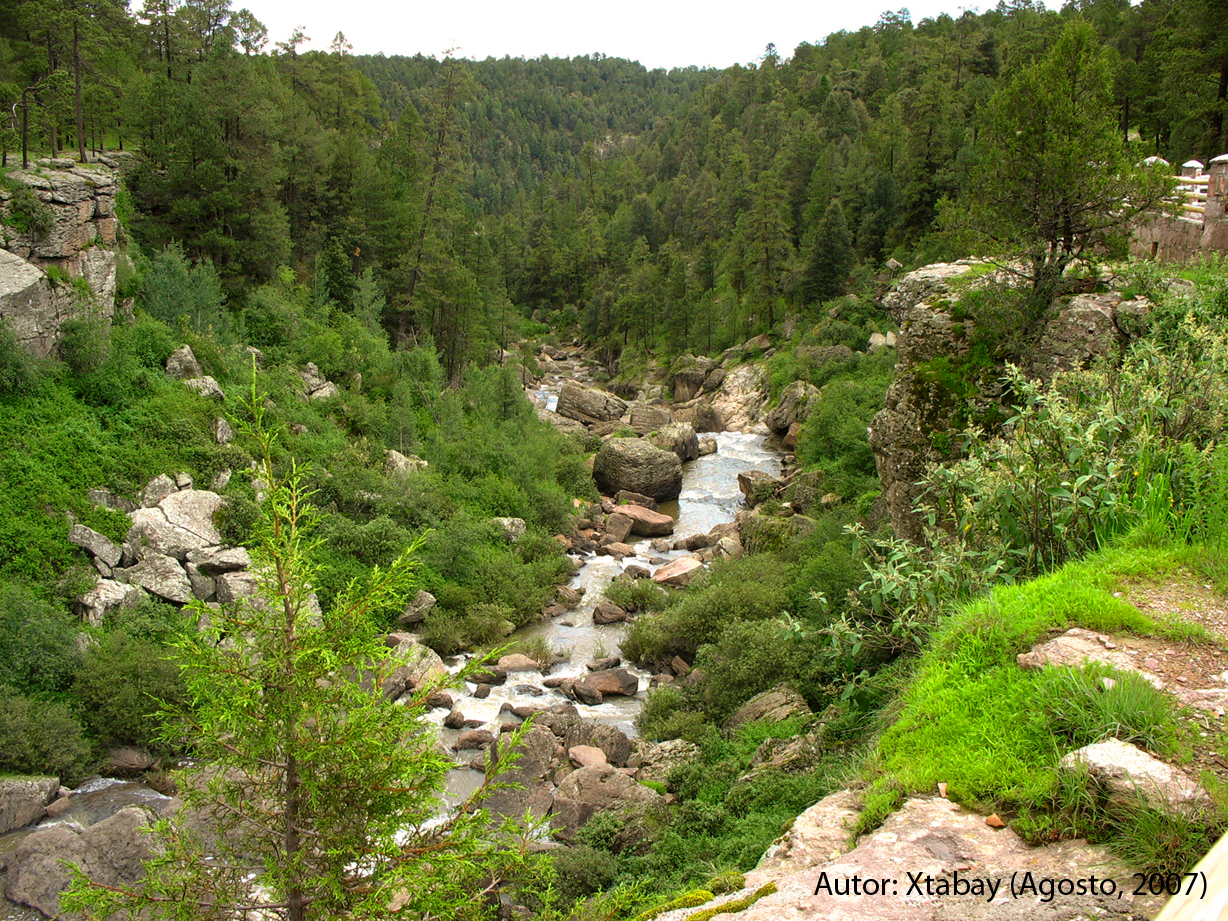
Cascada de Mil Diez, Pueblo Nuevo. Durango, México.

El Mil Diez, o simplemente Mil Diez, es una comunidad enclavada en la sierra del estado de Durango en México. Se encuentra en el 102 km + 8 km sobre la carretera Durango, Mazatlán. Se encuentra en el municipio de Pueblo Nuevo, a 10 minutos (aprox.) de la ciudad de El Salto.
Esta comunidad cuenta con servicios para la renta de cabañas turísticas.